# Arne Johansson (konstnär)
Sven Arne Ingemar Johansson, född 9 april 1928 i Mötterud, Arvika landsförsamling, död 27 september 2012 i Djurö, Möja och Nämdö församling, Värmdö kommun, var en svensk målare.  
Johansson studerade färg, perspektiv, och kompositionslära vid NKI-skolan där en av lärarna var Hilma Persson-Hjelm. I Stockholm deltog han i Medborgarskolans konstkurs med Våge Albråten som lärare i akvarell samt kurser i kroki. Han ställde ut tillsammans med Håkan Holt på Åmotfors Värdshus och medverkade därefter i ett flertal samlingsutställningar.  
Hans konst bestod av naturalistiska landskap utförda i akvarell. Vid sidan av sitt eget skapande ledde han studiecirkelar i akvarellmålning.
Han bildade tillsammans med Håkan Holt, Owe Nilsson, Ingrid Knutson och Inger Bergström Nyckelgruppen som ställde ut tillsammans fram till 1970-talet då gruppen upplöstes.
Arne Johansson är gravsatt på Arvika kyrkogård.